# Federico Fellini
Federico Fellini (Rimini, 1920. január 20. – Róma, 1993. október 31.) BAFTA-díjas olasz filmrendező és forgatókönyvíró.
A II. világháború után az olasz filmművészetben kibontakozott egy új irányzat, a neorealizmus. Ezen az úton elindulva találta meg Fellini saját, senkivel össze nem téveszthető stílusát: a szánalom, a megértés, az együttérzés még neorealista, a költői emelkedettség, a groteszk humor, a miszticizmus azonban már egy másik út. Az Országúton, az Édes élet, a 8 és ½, később a Fellini-Róma és az Amarcord új utat jelöltek ki a filmművészetben. Fellini filmjeiben a valóság, az emlékek és az álmok sajátos módon olvadnak eggyé. Művei az emberi kiszolgáltatottságot, képmutatást, ostobaságot és kisszerűséget szeretetteli, gyakran harsány humorral jelenítik meg. Talán nincs is még egy olyan rendező a filmvilágban, akinek alkotásai annyi személyes élményből és emlékből épülnének fel, mint Fellinié.

## Élete

### A gyermekkor
Fellini édesapja, Urbano Fellini kereskedelmi utazó volt. Édesanyja neve: Ida Barbiani. Az anyát kitagadták a szülei, amiért megszökött Urbanóval. A Fellini-szülők házassága nem volt teljesen felhőtlen, az apa valószínűleg félrelépett olykor. Federicónak két testvére született: öccse, Riccardo, és húga, Maddalena. A gyermek Fellini hétéves korában járt először cirkuszban. Az élmény nagy hatással volt rá, noha a bohócokat inkább ijesztőnek, semmint mulatságosnak találta. Nem sokkal később megszökött egy vándortársulattal, ám a család egyik barátja fülön csípte, és hazavitte. A kissé magának való Federico szeretett rajzolgatni, és rajongott a képregényekért. Kilencévesen papírból és agyagból bábokat készített, melyekkel saját szórakoztatására színielőadásokat tartott. Nem szeretett iskolába járni, bár nem volt éppen rossz tanuló. A cirkusz mellett a mozi világa is elvarázsolta: kétéves korától kezdve Rimini filmszínháza, a Fulgor állandó vendége volt. Tizenegy éves volt, amikor álnéven elküldte rajzait és képregényeit néhány firenzei és római lapnak. Évek múlva, amikor már nem is számított rá, megérkezett az első honorárium. Az akkor már 17 éves Federico Firenzébe ment, ahol mintegy fél évig gyakornokként dolgozott a 420 nevű vicclapnál. 1938 elején Rómába utazott. Szüleinek azt ígérte, hogy ott beiratkozik az egyetem jogi karára, ám az előadásokat végül nem látogatta. Ugyanakkor jogászhallgatóként sikerült elkerülnie a katonai behívót.

### A filmvilág előszobájában
Rómában Fellini ismét újságírással próbálkozott. A Popolo di Roma rendőrségi rovatánál dolgozott, majd a Marc’ Aurelio nevű vicclaphoz került. Emellett a Cinemagazzino nevű, kis példányszámú lapot is ellátta színes hírekkel, interjúkkal. E munka során ismerkedett meg a népszerű, de a sznobok által lenézett varietészínésszel, Aldo Fabrizivel, aki pártfogásába vette. A Marc’ Aureliónál a későbbi rendező Steno (a Piedone-sorozat is a nevéhez fűződik) támogatta a tehetséges kollégát. Beajánlotta őt Mario Mattoli rendezőnek, aki új, fiatal tehetségeket keresett, hogy ötleteket szállítsanak friss szemléletű komédiái számára. Hamarosan mások is foglalkoztatni kezdték Federicót, aki tevékenységi körét rádiójátékok írásával egészítette ki. Az egyikben (Cico és Pallina) Giulietta Masina játszotta a női főszerepet. Fellini randevúra hívta a lányt, akibe beleszeretett. Az érzés kölcsönös volt, a pár 1943. október 30-án összeházasodott. Giulietta rövidesen áldott állapotba került, de egy baleset következményeként elvetélt. 1945-ben a párnak fiúgyermeke született, aki azonban csak két hétig élt. Az orvosok ezután közölték a színésznővel, hogy többé nem lehet gyermeke.

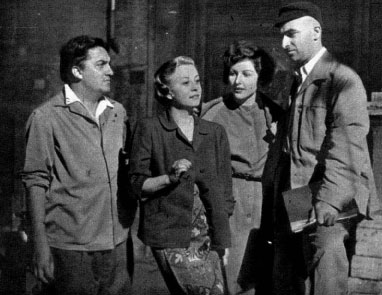
Fellini, Giulietta Masina, Carla Del Poggio és Alberto Lattuada 1952-ben

1944-ben Fellini Funny Face Shop néven egy üzletet nyitott, ahol De Seta, Verdini, Camerini, Scarpelli, Majorana, Guasta, Giobbe, Attalo és Migneco művei mellett saját rajzai eladásából élt. A rajzokat főleg amerikai katonákról készítették, és nekik is adták el. Egy napon a neves rendező, Roberto Rossellini látogatott el az üzletbe. Felkérte Fellinit, hogy működjön közre tervezett új filmje, a Róma, nyílt város (1945) forgatókönyvének megírásában. A produkciónak egy vagyonos hölgy ígért támogatást abban az esetben, ha a főszerepet Aldo Fabrizi kapja. Fellinire hárult a feladat, hogy rávegye az eleinte vonakodó Fabrizit, hogy elvállalja az addigi szerepkörétől eltérő figura megformálását. Federico részt vett Rossellini következő filmje, a Paisà (1946) elkészítésében is. A közös munka nagy hatással volt Fellinire: beutazta az országot, személyesen látta a háború pusztításait, megismerkedett az újjáépítés lázában égő emberekkel, és mellesleg a szakma számos fogását megtanulta Rossellinitől. A Paisàban állt Fellini először rendezőként a kamera mögött, amikor egy rövid snittet forgatott le Rossellini távollétében. 1947-ben mentora A szerelem címmel két epizódból álló filmet forgatott. Az egyik rész, A csoda főszerepét Federico Fellinire bízta, a női főszereplő Anna Magnani volt. Az epizódfilm jelentősége Fellini szempontjából leginkább az volt, hogy színészi oldalról is bepillantást nyerhetett a filmkészítésbe. Persze egy ideig még megmaradt a forgatókönyvírás mellett: Rossellinin kívül például Alberto Lattuada, Pietro Germi és Luigi Comencini számára dolgozott, írótársai többek között Piero Tellini, Steno és Mario Bonnard voltak. Szaporodó szakmai tapasztalatainak köszönhetően hamarosan társrendezői feladatokat is kapott előbb Rossellini Ferenc, Isten lantosa (1950) című művében, majd Alberto Lattuada A varieté fényei (1950) című alkotásában. Utóbbiban a forgatókönyvírás mellett a szereposztást és a színészvezetést vállalta magára, a tényleges rendezést azonban még Lattuada végezte.

## A korai filmek

### A fehér sejk

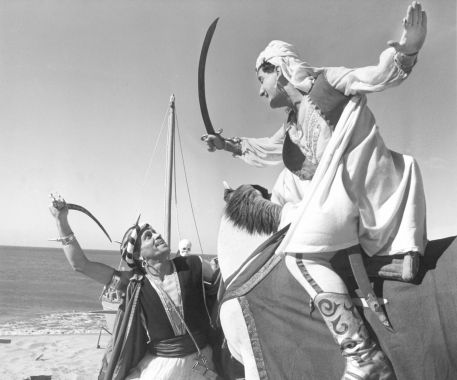
A fehér sejk

Michelangelo Antonioni 1949-ben L’amorosa menzogna címmel rövidfilmet készített a képes magazinok fumettinek nevezett képregényeiről. A sztoriból önálló filmnovellát írt, és felkérte Fellinit, hogy Tullio Pinelli és Ennio Flaiano társaságában írjon belőle forgatókönyvet. Mire az elkészült, Antonioni megbetegedett. Amikor felépült, más téma keltette fel az érdeklődését. Alberto Lattuada nem vállalta a fumetti témájú film megrendezését, elsősorban azért, hogy Fellini kapja a megbízást. Fellini nagy nehezen talált producert Luigi Rovere személyében, aki hajlandó volt finanszírozni a kezdő rendező filmjét, amely A fehér sejk (1951) címet kapta. Federico ragaszkodott jó barátja, Alberto Sordi, valamint Leopoldo Trieste és Giulietta Masina szerepléséhez. Az egyetlen nap alatt játszódó komikus alkotás egy házasság válságát mutatja be. A történet szerint a Rómába érkező házaspár nőtagja romantikus fantáziáiban beleszeret egy divatos fényképregény hősébe, a fehér sejkbe. Megszökik a férjétől, hogy találkozzék álmai lovagjával. A valóság persze kiábrándító, de a végén minden jóra fordul. A nem túl jelentős, inkább kuriózum értékű filmben Fellini először dolgozott Nino Rota zeneszerzővel, aki 1979-ben bekövetkezett haláláig állandó munkatársa és jó barátja lett. Figyelemre méltó még, hogy Giulietta Masina rövid szerepe egy Cabiria nevű prostituált emlékezetes megformálása volt. A fehér sejk részértékei ellenére megbukott, és úgy tűnt, Fellini filmrendezői pályafutásának máris befellegzett.

### A bikaborjak

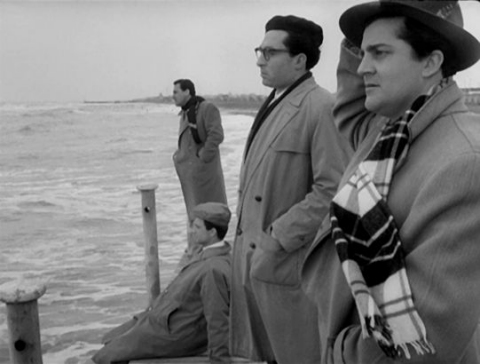
A bikaborjak

Mégsem így történt. Fellini hosszas beszélgetéseket folytatott Ennio Flaianóval, és kiderült, hogy nagyjából közösek az ifjúkori emlékeik, valószínűleg azonos társadalmi helyzetük okán. Ebből a felismerésből született az ötlet, hogy forgatókönyvet írjanak a kisvárosi, polgári származású aranyifjakról. Szerencséjükre egy firenzei kereskedő vállalta, hogy pénzeli a produkciót, amennyiben Firenzében forgatnak. A bikaborjak forgatása 1952-ben kezdődött, de a főszerepet játszó Alberto Sordi más irányú elfoglaltságai miatt elég nehezen haladt a munka. Amikor a mű elkészült, meghívták az 1953-as velencei filmfesztiválra, ahol elnyerte az Ezüst Oroszlánt. A történet öt ifjú életét követi nyomon. Sikere elsősorban annak volt köszönhető, hogy az első olypan olasz alkotások közé tartozik, melyek aktuális témákról szóltak kritikusan, de nem didaktikusan. Érződik még rajta a neorealizmus hatása, de az azon való túllépés igénye is. Áthatja az a mélabús nosztalgia is, almely a művész későbbi alkotásaiban ugyancsak megfigyelhető.
L
Fellini következő munkája nem egy újabb nagyfilm, hanem egy szkeccsfilm volt. Cesare Zavattini kérte fel a Szerelem a városban (1953) egyik epizódjának (Egy házasságközvetítő iroda) megrendezésére. (A másik három kisfilm alkotói: Michelangelo Antonioni, Francesco Maselli és Carlo Lizzani.) A forgatás úgy kezdődött el, hogy a forgatókönyv még nem volt kész, ezért a jeleneteket nagyjából a történések sorrendjében vették fel: az ilyesmi viszonylag ritkán fordul elő a filmvilágban. A kritikusoknak tetszett a rövidfilm, jellegzetes neorealista műként értékelték. Fellini következő megbízatása A bikaborjakhoz kapcsolódott: a producerek fantáziát láttak az egyik szereplő, Moraldo életét nyomon követő filmben. El is készült a Moraldo a városban című filmnovella, melyet 1954-ben publikáltak, ám a tervezett alkotás végül nem valósult meg. Fellini ugyanis annyira aggódott évek óta kallódó filmterve, az Országúton miatt, hogy semmit nem volt hajlandó megrendezni addig, amíg azt el nem készítheti.

## A világsikerek

### Országúton(La strada)

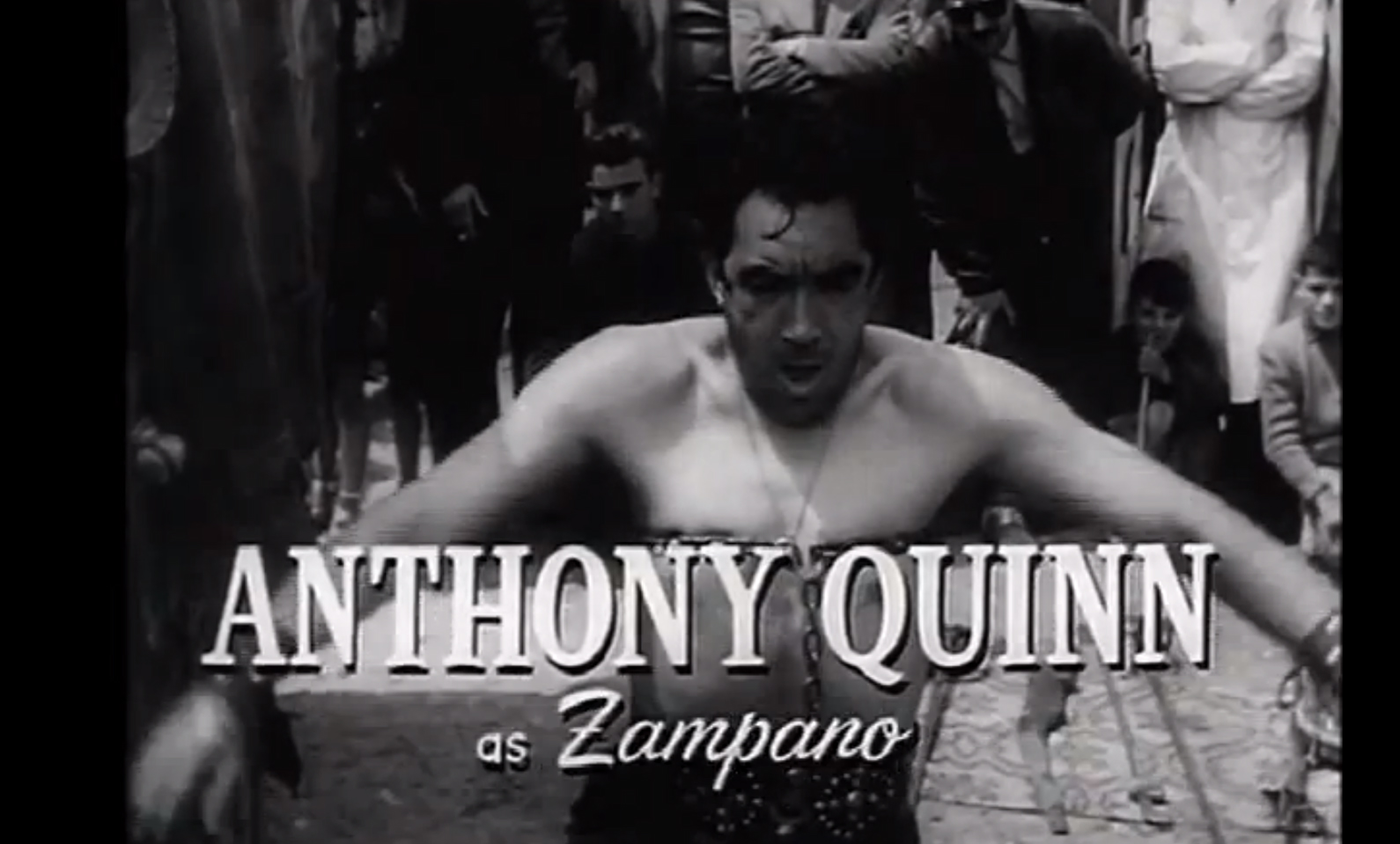
Országúton (Anthony Quinn)

A varieté fényei forgatásán Fellini felfigyelt egy különös artistapárra, és lejegyezte velük kapcsolatos gondolatait. Tullio Pinelli 1951-es olaszországi utazásai során szintén a vándormutatványosok életét tanulmányozta. Fellini és Pinelli még 1951-ben hozzáláttak, hogy megfigyeléseik felhasználásával forgatókönyvet írjanak. A szkript el is készült, ám A fehér sejk kudarca miatt megvalósítása reménytelennek tűnt. Végül Fellini megmakacsolta magát, és mindent félretett, míg el nem készíti az Országútont. Ennio Flaianót kérték fel, hogy segítsen a forgatókönyvet megfelelő formába önteni. Flaiano javaslatára átdolgozták Gelsomina jellemét: a korábbi intellektuális figurából a világot inkább érzelmi oldalról megközelítő, egyszerű lány lett. A bikaborjak velencei sikere után Carlo Ponti producer elvállalta az új film finanszírozását. Giulietta Masina szerepeltetését azonban csak úgy hagyta jóvá, ha a két férfi főszerepet amerikai színészek kapják. Fellini nem tiltakozott, mivel Anthony Quinn és Richard Basehart megfeleltek a figurákról alkotott elképzeléseinek. A három szereplőre (Zampanò, Gelsomina és a Bolond) koncentráló dráma három kulcsfogalom köré épül: szeretet, áldozat és megváltás. Kiemelkedő jelentőséget kapott a zene is, a Nino Rota által komponált trombitadallam. A kész film Velencében került először a közönség elé, 1954-ben: a siker óriási volt. Nem lehet azonban elhallgatni, hogy az Országúton annak idején sok támadásban is részesült: egyes kritikusok a neorealizmus elárulásaként értékelték. Különös módon később maga Fellini sem szívesen beszélt erről a művéről. Igaz, az ő indokai mások voltak: úgy vélte, túl sokat foglalkoznak ezzel a filmjével, és sokkal kevesebb figyelmet szentelnek a többire, különösen az éppen aktuálisra. Tény viszont, hogy az Országúton tette valóban világhírűvé Fellinit. (Érdekes véletlen, hogy „lelki társa”, Ingmar Bergman is szinte ugyanakkor forgatott egy cirkuszosokról szóló drámát Fűrészpor és ragyogás (1953) címmel.)

### Szélhámosok

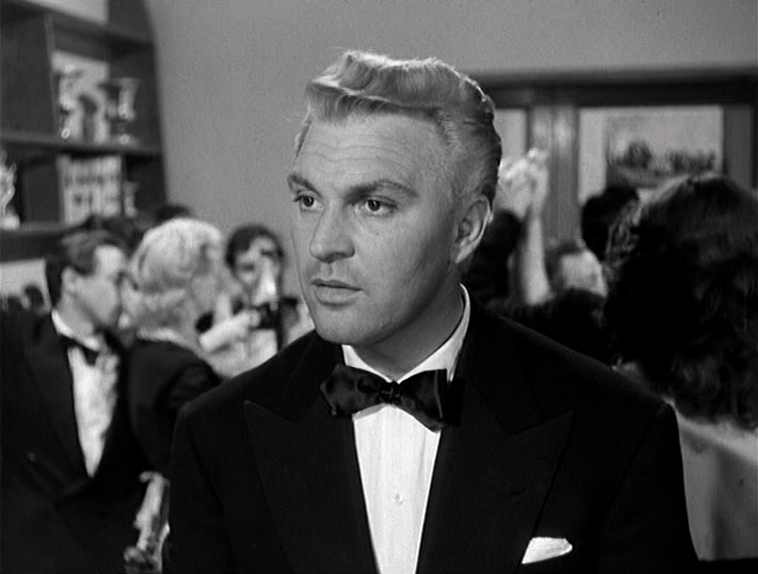
Szélhámosok

Fellini következő néhány filmjének központi helyszíne Róma lett. Első „római film”-je, a Szélhámosok azonban megbukott az 1955-ös velencei filmfesztiválon. Ennek oka valószínűleg az volt, hogy az Országúton lázában égő kritika és közönség egy újabb, nagy hatású, de főleg az előzőre hasonlító mesterművet várt a rendezőtől, ám ez az igény nem teljesült. A Szélhámosok Fellini pályafutásának talán legnagyobb bukása lett, értékeire csak jóval később figyeltek fel. A történet római csalók szélhámosságait mutatja be: egyikőjük végül megbűnhődik mindazért, amit elkövetett… Évekkel később derült csak ki, hogy a film valójában két és fél órás lett volna, ám a producer kívánságának engedve megrövidítették. A velencei bukás után, de a külföldi forgalmazhatóságban még bízva, további vágásokra került sor. Fellini épp az ilyesmik miatt soha nem szerette újra megnézni a filmjeit: ő úgy emlékezett rájuk, ahogyan leforgatta őket, és nem úgy, ahogyan végül különféle kompromisszumok árán moziba kerültek.

### Cabiria éjszakái

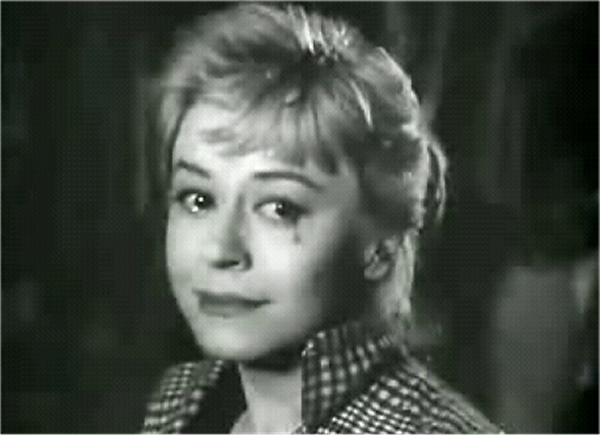
Cabiria éjszakái (Giulietta Masina)

Amikor még javában zajlott a Szélhámosok forgatása, a munkát rendre megzavarta egy Wanda nevű prostituált, aki dühös szitkokkal árasztotta el a stábot. Fellininek sikerült a lányt „megszelídítenie”, ám az élményt nem felejtette el. Fejében motoszkált még A fehér sejk prostituált szereplőjének, Cabiriának az alakja is, illetve hatottak rá azok az újsághírek, melyek egy utcalány meggyilkolásáról szóltak. E motívumok alapján született meg a Cabiria éjszakái (1957) forgatókönyve. A munkában egy öntörvényű tehetség, az íróként akkor már jól ismert Pier Paolo Pasolini is részt vett. A producerek viszont elborzadtak a gondolattól, hogy pénzükkel egy prostituáltról szóló filmet támogassanak. Végül Dino De Laurentiis engedett, de ragaszkodott ahhoz, hogy Oscar szerepét egy francia színész kapja. François Périer-vel Fellininek ugyanolyan szerencséje volt, mint korábban Anthony Quinn-nel. A női főszerepben Giulietta Masina feledhetetlen alakítást nyújtott: kihasznált, kisemmizett Cabiriája a legnagyobb csalódás után is visszanyeri szinte már naiv hitét az emberekben, az Élet csodájában. A katartikus hatású filmdráma az Országútonhoz mérhető világsikernek bizonyult, és szintén elnyerte az Oscar-díjat. A Cabiria éjszakái esetében is szükség volt azonban rövidítésekre, az egyház ugyanis kifogásolta az „Irgalmas Szamaritánus” zsákos ember jelenetét. Noha bizonyos kivágott jelenetek az 1990-es években még megvoltak, maga Fellini sosem gondolt arra, hogy visszaillessze azokat a világsikerű változatba.

### Édes élet

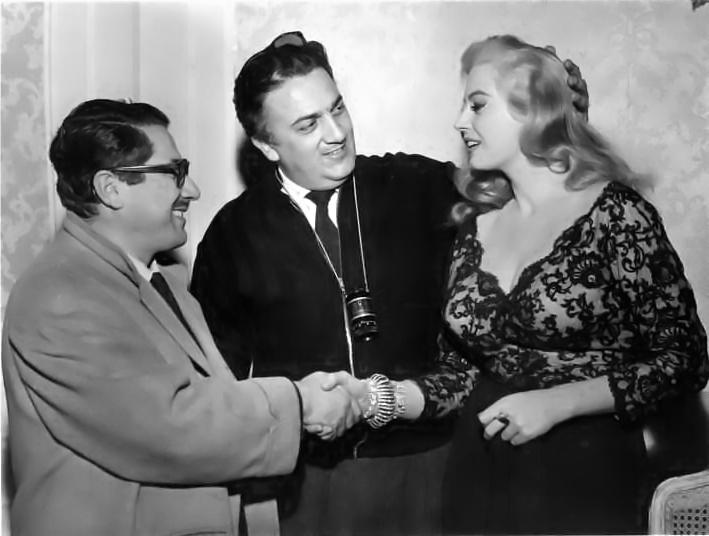
Ennio Flaiano, Federico Fellini és Anita Ekberg Az édes élet forgatásán

Fellini következő filmterve, az Utazás Anitával (melynek főszerepére Gregory Pecket és Sophia Lorent szemelték ki) meghiúsult. Helyette az Édes élet (1960) elkészítésébe fogott, ám az előkészületi munkák különösen sokáig elhúzódtak. A film alapjául a Moraldo a városban című filmnovella szolgált, melyet Fellini – munkatársai segítségével – többször is átírt. Az eredeti változat A bikaborjak főhősének római kalandjait követte volna nyomon. Szerencsére a Cabiria éjszakái után már nem volt különösebb gond vállalkozó szellemű producert találni az új filmhez. Marcello, az újságíró szerepére a pénzemberek anyagi megfontolásokból Paul Newmant javasolták, Fellini azonban elutasította a javaslatot. A szerephez ugyanis megnyerő, de átlagos arcra volt szüksége, ezért választása Marcello Mastroiannira esett, akivel kitűnően tudott együtt dolgozni. Steiner szerepére viszont maga Fellini szeretett volna amerikai sztárt, Henry Fondát, ám konkrét szerződésig nem sikerült eljutni. Kitűnő színésznőket sikerült megnyerni a fontosabb női szerepekre Anita Ekberg, Anouk Aimée, Nadia Gray és Yvonne Furneaux személyében. A két és félórás Édes élet egy fiatal, jobb sorsra érdemes újságíró életének egy szeletét mutatja be, vergődését három nő között, tehetsége elfecsérlését az „édes élet” pillanatnyi örömeire. A dráma terjedelmes hosszúsága ellenére világsiker lett. Az eredeti cím (Dolce vita) azóta számos nyelvben használatos fogalommá vált, ahogyan az Édes élet egyik szereplőjének nevéből (Paparazzo) ered a mindenre kapható lesifotósok közkeletű elnevezése, a paparazzi is. A siker mellett azonban kijutott a támadásokból is: Olaszországban sokan botrányosnak találták a filmet, számos templomban egyenesen miséket celebráltak Fellini lelki üdvéért. Az Édes élet anyagi sikere nyomán Federico és producere, Angelo Rizzoli közös filmvállalatot hoztak létre Federiz néven, de a fiatal tehetségek támogatására létrejött vállalkozás rövid életű volt.

## Alkotói válság

### Doktor Antonio megkísértése

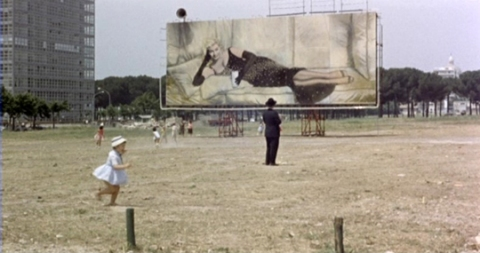
Doktor Antonio megkísértése

Cesare Zavattini javaslatára Carlo Ponti 1961-ben négyrészes szkeccsfilm anyagi támogatását vállalta. Az epizódok megrendezésére Fellinit, Luchino Viscontit, Vittorio De Sicát és Mario Monicellit kérte fel. (Szó volt Rossellini és Antonioni közreműködéséről is, de ők kiszálltak.) A mű a Boccaccio ’70 címet kapta. A klasszikus szerző neve az opusz szellemiségére kívánt utalni, a „70” tréfás célzás volt arra, hogy a merésznek szánt filmet a cenzúra valószínűleg csak 1970-ben fogja engedélyezni. (Azonnal engedélyezték.) Fellini epizódja a Doktor Antonio megkísértése címet kapta. A címszereplőt felháborítja egy tejreklám óriásplakátja, amely Anita Ekberget ábrázolja. A férfi fantáziájában a plakátfigura megelevenedik… Fellini szándéka az volt, hogy az elfojtott szexualitás elemi felszínre törését ábrázolja parodisztikus módon, de koncepciója nem talált megértésre a közönség körében.

### 8 és ½

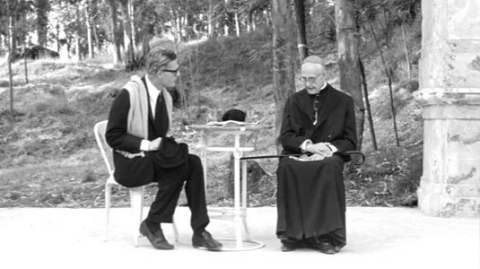
8 és ½ (Marcello Mastroianni és Tito Masini)

Az Édes élet után Fellini egészsége megromlott, orvosai javaslatára szanatóriumba vonult. Ott kezdett el körvonalazódni benne egy újabb film terve, amelybe a korábbiaknál is több személyes élményt és kínzó problémát dolgozott bele. Ezeknek köszönhetően vált a 8 és ½ (1963) a filmtörténet első önvallomásává. A cselekmény felszínén elvileg csupán arról van szó, hogy egy filmrendező válságba kerül, és nem képes arra, hogy új alkotását elkészítse. Valójában azonban a filmbeli rendező, Guido (Marcello Mastroianni) történetén keresztül Fellini egyrészt az olasz értelmiség válságáról tudósít, másrészt önvizsgálatra buzdítja a nézőt: azt sugallja, hogy külső tényezők helyett sorsunk jobbra fordulását belső tartalékainkból, önmagunkra támaszkodva kell megvalósítanunk. Szinte rendhagyónak mondható módon produceri óhajra ismét változtatnia kellett, ezúttal a befejezésen. A 8 és ½ volt az első a „fellinisen bonyolult” alkotások közül, annak idején sokan nem is értették szimbólumait és utalásait. Mindenesetre ettől kezdve Fellini munkáiban a látvány válik elsődlegessé, de egyáltalán nem öncélúvá.

### Júlia, Mastrona, Toby

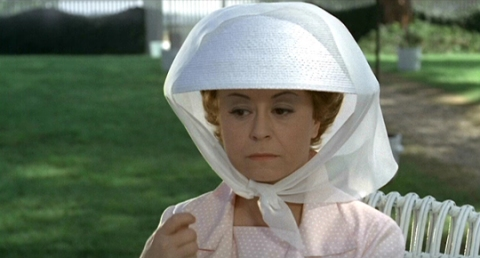
Júlia és a szellemek (Giulietta Masina)

Javarészt egy spiritiszta médium naplója adta az ötletet a Júlia és a szellemekhez (1965). Fontos szempont volt az is, hogy Fellini nagyon szeretett volna még egy filmet forgatni Giulietta Masinával. A történet Júliája rádöbben arra, hogy férje megcsalja, és magányában szellemidézésre adja a fejét. Az európai kritikusoknak nem tetszett a film, felületesnek tartották, az Egyesült Államokban viszont el voltak tőle ragadtatva sziporkázó képi világa miatt. Maga Fellini azonban szintén elhibázottnak tartotta ezt a munkáját.
A Mester még 1964-ben dolgozni kezdett a G. Mastrona utazása című film forgatókönyvén, melyet titokban élete fő művének szánt. 1965 végén készült el a forgatókönyvvel, melynek megvalósításához vállalkozó szellemű producert is talált. Aztán váratlanul hosszabb időre kórházba került. Mire felgyógyult, úgy érezte, erejét meghaladja a tervezett film. Már álltak a díszletek, indulhatott volna a forgatás Ugo Tognazzi főszereplésével, amikor Fellini bejelentette, hogy mégsem forgatja le a filmet. A példátlan döntés következményeként egy ideig nem talált újabb producert, aki hajlandó lett volna anyagilag támogatni egy újabb filmtervét. (A legenda szerint eredetileg a 8 és ½-t is le akarta mondani, de akkor meggondolta magát.)
Az 1960-as évek végén még tartott a szkeccsfilmek divatja. Francia producerek egy háromrészes epizódfilm elkészítését kezdeményezték Különleges történetek (1968) címmel. Tervük az volt, hogy mindegyik epizód egy-egy Edgar Allan Poe-novella feldolgozása legyen. Roger Vadim és Louis Malle mellé Federico Fellinit kérték fel az egyik történet megrendezésére. E filmmel indult Fellini együttműködése Bernardino Zapponi forgatókönyvíróval. A Toby Dammit főszereplője egy Rómába érkező sikeres, de kiégett filmsztár, aki az alkoholtól elbódulva egy őt labdázni hívogató kislányról fantáziál… A csattanós történet egy olyan világot ábrázol, ahol a valódi értékek veszendőben vannak, és a művészet is elsekélyesedik. Ez a gondolat aztán egy egész estés filmben bontakozott ki, melyhez Titus Petronius Arbiter töredékesen fennmaradt műve, a Satyricon jelentette a kiindulási alapot.

### Fellini-Satyricon
Fellini érdeklődését a klasszikus mű hiányzó részei keltették fel. Úgy tekintett a filmre, mint egy sci-fire, amely a jövő helyett a múltban játszódik. Alberto Grimaldi producer révén a United Artists is beszállt a készülő mű finanszírozásába. Az amerikai cég oly sokat várt Fellinitől, hogy megvásárolta Gian Luigi Polidoro ugyanakkor forgatott Satyricon-filmjének amerikai jogait, hogy visszatartsák a konkurens produkció tengerentúli premierjét Fellini alkotásának bemutatójáig. A Fellini-Satyricon (1969) csúnyán megbukott a velencei filmfesztiválon tartott ősbemutatón. Voltak, akik azonban már akkor észrevették a tivornyák, az erkölcstelenség látványos ábrázolása mögött a tulajdonképpeni mondanivalót, a művész lesújtó véleményét saját koráról, melyet az antik történet segítségével közölt. Ebből a szempontból a Fellini-Satyricon az Édes élet tematikai folytatásának tekinthető.

## Újabb remekművek

Fellini-Róma

Amarcord (középen: Magali Noël)

1969-ben, a Satyricon utómunkálatai közben Fellini megállapodást kötött egy Ingmar Bergmannal közös, Love Duet címre keresztelt epizódfilm forgatására, de végül Fellini epizódja sohasem készült el, Bergman pedig egész estés filmmé bővítette a sajátját (ebből született Az érintés című alkotása).
Fellini újabb alkotása, a Bohócok (1970) eredetileg tévéfilmnek készült. A leghíresebb olasz és francia clownok felvonultatása valójában csak ürügy volt a rendező számára, hogy ismét önmagáról valljon, és felidézze a gyermekkor csodálatos világát. Az emlékezés a kulcsfogalom következő két alkotása, a Fellini-Róma (1972) és az Amarcord (1973) esetében is. Az előbbi egy szubjektív esszéfilm, melyben Fellini az antik és a modern Róma szembeállítása mellett saját fiatalkorát is felidézi. Bravúros, olykor meghökkentő elemekből építkezik a film. Különösen emlékezetes epizód a stáb Rómába érkezése a szakadó esőben, a megidézett varieté, a metró építése közben feltáruló ókori villa romjai, az egyházi divatbemutató vagy éppen az éjszakai motorosokat ábrázoló képsor. Szinte hihetetlen, de a film javát műteremben forgatták. Az Amarcord Fellini visszaemlékezése kamaszkorára, noha ő maga ingerülten tiltakozott, ha önéletrajzinak minősítették ezt az alkotását. A különös cím egyes magyarázatok szerint az olasz „io mi ricordo” (emlékezem) tájnyelvi változata. Titta, a főhős – a valóságban Fellini barátját hívták így – és bolondos családjának történetén keresztül a Mester a fasizálódó Olaszországról is érzékletes, szellemes és találó képet rajzolt. A világsikert az újabb, immár negyedik Oscar-díj is bizonyította. E filmről szólván nem lehet említetlenül hagyni Nino Rota csodálatos zenéjét, mely a komponista egyik legemlékezetesebb melódiája. Hosszas előkészület előzte meg a Fellini-Casanova (1976) forgatását. Mint a cím is jelzi, Fellini nem a legendás nőcsábász és kalandor életének hiteles történetét mutatja be, hanem azt, amilyennek ő látja a figurát. A Mester értelmezésében Casanova tragikomikus személyiség, mert hiába művelt és nagy tudású férfi, mégsem ezért, hanem férfiúi képességei miatt foglalkoznak vele, ahogyan az utókor is kissé igazságtalanul inkább gáláns lepedőakrobataként emlékezik rá.

## Hosszú alkony
Fellini utolsó filmjei már nem érnek fel korábbi, legendás alkotásai magasságába, de természetesen ezek sem érdektelen munkák. A televízió számára forgatott Zenekari próba (1979) allegória az emberi együttélésről, felvillantva a diktatúra és az anarchia szélsőségeit. A politikusok közül meglepően sokan magukra ismertek az egyes zenészekben, ezért a RAI – botránytól tartva – elhalasztotta a premiert. Végül a Zenekari próba előbb a mozikban volt látható. A nők városa (1980) Fellini egyik álmán alapul. Eredetileg arról volt szó, hogy egy Ingmar Bergmannal közös film része lesz. A közös vállalkozás azonban végül nem közösen valósult meg. A nők városa kapcsán problémák támadtak a finanszírozással is. Bob Guccione, a Penthouse nevű szexmagazin tulajdonosa a világméretű botrányt kavart Caligula (1979) mellett művészi becsvágyait egy Fellini-produkcióval kívánta kielégíteni. A szexjelenetek tekintetében azonban Fellini makacsabbnak bizonyult, mint a Caligula rendezője, Tinto Brass. Nem volt hajlandó a Guccione által javasolt angol és amerikai színészek szerződtetésére sem. Ezért a szexmágnás kiszállt a produkcióból, amelyet számos feszültség közepette sikerült csak megvalósítani. A bemutató után a filmet szokatlanul heves támadások érték a nők részéről: még a női főszereplő, a lengyel Anna Prucnal is utólag tévedésnek minősítette saját szerepét. Érdekesség, hogy a nőfaló Katzone doktor alakját Fellini jó barátjáról, Georges Simenon íróról mintázta.

És a hajó megy

Ginger és Fred (Giulietta Masina)

Az És a hajó megy (1983) a sziporkázó ötletek újabb „fellinis” kavalkádját vonultatja fel. Ismét egy szimbolikus történetről van szó: a hajó, amely egy híres opera-énekesnő hamvait szállítja, tulajdonképpen az I. világháború felé haladó emberiség metaforája. A televízió mindenhatóságáról szóló kesernyés médiakritika a Ginger és Fred (1986). Paradox módon eredetileg televíziós produkció lett volna. Ötlete Giulietta Masinától származott. A színésznő választotta partnerének Mastroiannit, akivel addig csak színpadon játszott együtt. Fellini e művével szerette volna tiszteletét is kifejezni Fred Astaire és Ginger Rogers iránt. A legendás Ginger azonban sértésnek fogta fel a filmet, és kártérítési pert indított Fellini ellen. A Cinecittà fennállásának ötvenedik évfordulójára született az Interjú (1987), melyet eredetileg szintén televíziós produkciónak szántak. Végül mozifilm lett az ötletből, nosztalgikus főhajtás a legendás filmstúdió előtt, amelyben Fellini is szívesen és gyakran dolgozott. A Mester utolsó filmje, A Hold hangja (1990) egy kortárs szerző, Ermanno Cavazzoni A tébolyultak költeménye című regénye alapján készült. Fellini különösen szerette ezt az alkotását, éppen azért, mert nem volt kedvező a fogadtatása. A cselekmény központi alakja egy elmegyógyintézetből kiszabadult ártalmatlan bolond: az ő szemén keresztül látjuk a világot.
1993-ban Fellini Oscar-díjat kapott az életművéért. A díjat Marcello Mastroianni és Sophia Loren adta át neki, akivel végül soha nem dolgozott együtt. Amikor beszéde végén Federico a feleségének is köszönetet mondott, a nézőtéren ülő Giuliettára tekintve mondanivalóját ezzel fejezte be: „Ne sírj, Giulietta!” Az Oscar-díj átvétele után nem sokkal Fellini kórházba került. Reumája is kínozta, de az igazi ok sürgős bypass-műtétje volt, melyet Svájcban végeztek el. Noha orvosai szerint hosszabb utókezelésre lett volna szüksége, a Mester szülővárosába, Riminibe utazott. Felesége Rómába ment néhány sürgős ügyet elintézni, valamint saját egészségi állapota miatt az orvosát felkeresni. Fellini Riminiben, a szállodai szobában agyvérzést kapott, és nem tudott segítséget hívni. A szobalány talált rá háromnegyed órával később. Giulietta Masina néhány hónappal élte túl szeretett férjét.

## Írásai
- Utazás Tullumba
- Mesterségem, a film. Budapest, 1988, Gondolat Kiadó
- Én, Fellini. Budapest, 1998, Magvető Kiadó (lejegyezte és a járulékos részeket írta: Charlotte Chandler)

## Rendezései
- 1950 A varieté fényei (Luci del varietà), (az első „fél” film), társrendező: Alberto Lattuada
- 1951 A fehér sejk (Lo sceicco bianco)
- 1953 A bikaborjak (I vitelloni)
- 1953 Szerelem a városban (L'amore in città), (a második „fél” film) (az Egy házasságközvetítő iroda című epizód)
- 1954 Országúton (La strada)
- 1955 Szélhámosok (Il bidone)
- 1957 Cabiria éjszakái (Le notti di Cabiria)
- 1960 Az édes élet (La dolce vita)
- 1962 Boccaccio '70 (a harmadik „fél” film), (a Doktor Antonio megkísértése című epizód)
- 1963 8 és ½ (Otto e mezzo)
- 1965 Júlia és a szellemek (Giulietta degli spiriti)
- 1968 Különleges történetek / Rejtelmes történetek (Histoires extraordinaires), (a Toby Dammit című epizód)
- 1969 Egy rendező feljegyzései (Block-notes di un regista), (tévéfilm)
- 1969 Fellini-Satyricon
- 1970 Bohócok (I clowns)
- 1972 Fellini-Róma (Fellini-Roma)
- 1973 Amarcord
- 1976 Fellini-Casanova (Il Casanova di Federico Fellini)
- 1979 Zenekari próba (Prova d'orchestra)
- 1980 A nők városa (La città delle donne)
- 1983 És a hajó megy (E la nave va)
- 1986 Ginger és Fred (Ginger e Fred)
- 1987 Interjú (Intervista)
- 1990 A Hold hangja (La voce della luna)

## Magyar nyelvű kötetek
- Mesterségem, a film; ford. Székely Éva; Gondolat, Bp., 1988
- Charlotte Chandler: Én, Fellini; ford. Ladányi Katalin; Magvető, Bp., 1998
- Carissimo Simenon, mon cher Fellini. Georges Simenon és Federico Fellini levelezése; ford. Ádám Péter; Osiris, Bp., 2001 (Osiris zsebkönyvtár)
- Játszani, mint a gyermek; vál. Daniel Keel, ill. Fellini, ford. Schéry András; Háttér, Bp., 2003
- Bernardino Zapponi: Az én Fellinim. Erős és gyenge, dühös és szelíd, öreg és infantilis az ember és a rendező forgatókönyvírója elbeszélésében; ford. Szentgyörgyi Rita, ill. Fellini; JLX, Bp., 2003
- Rita Cirio: A filmrendezés mestere. Interjú Federico Fellinivel; ford. Kuklis Erika; Holnap, Bp., 2004
- Akarsz velem álmodni? Jelenetek, hangjátékok; ford. Papp Gábor Zsigmond; Corvina, Bp., 2021

## Fontosabb díjak és jelölések

### Oscar-díj
- 1947 jelölés Róma, nyílt város (legjobb forgatókönyv, jelölve még: Sergio Amidei)
- 1950 jelölés Paisà (legjobb forgatókönyv, jelölve még: Sergio Amidei, Alfred Hayes, Marcello Pagliero és Roberto Rossellini))
- 1957 jelölés Országúton (legjobb forgatókönyv, jelölve még: Tullio Pinelli)
- 1958 jelölés A bikaborjak (legjobb forgatókönyv, jelölve még: Tullio Pinelli és Ennio Flaiano)
- 1962 jelölés Édes élet (legjobb rendező és legjobb forgatókönyv, utóbbira jelölve még: Tullio Pinelli, Brunello Rondi és Ennio Flaiano)
- 1964 jelölés 8 és ½ (legjobb rendező és legjobb forgatókönyv, utóbbira jelölve még: Tullio Pinelli, Brunello Rondi és Ennio Flaiano)
- 1971 jelölés Fellini-Satyricon (legjobb rendező)
- 1976 jelölés Amarcord (legjobb rendező és legjobb forgatókönyv, utóbbira jelölve még: Tonino Guerra)
- 1977 jelölés Fellini-Casanova, legjobb forgatókönyv (megosztva Bernardino Zapponival)
- 1993 Életműdíj

### BAFTA-díj
- 1961 jelölés Édes élet (legjobb külföldi film)
- 1978 díj Fellini-Casanova (legjobb díszlet, megkapta még: Danilo Donati)
- 1987 jelölés Ginger és Fred (legjobb külföldi film , jelölve még: Alberto Grimaldi)

### César-díj
- 1988 jelölés Interjú (legjobb külföldi film)

### David di Donatello-díj
- 1974 díj Amarcord (legjobb rendező)
- 1984 díj És a hajó megy (legjobb forgatókönyv, megkapta még: Tonino Guerra)
- 1984 Luchino Visconti-díj
- 1986 René Clair-díj a Ginger és Fredért
- 1986 Róma városának aranyérme

### Európai Filmdíj(Félix-díj)
- 1989 Életműdíj

### Ezüst Szalag díj
- 1954 díj A bikaborjak (legjobb rendező)
- 1955 díj Országúton (legjobb rendező)
- 1958 díj Cabiria éjszakái (legjobb rendező)
- 1961 díj Édes élet (legjobb forgatókönyv, megkapta még: Tullio Pinelli és Ennio Flaiano)
- 1964 díj 8 és ½ (legjobb rendező és legjobb forgatókönyv, utóbbit megkapta még: Tullio Pinelli, Brunello Rondi és Ennio Flaiano)
- 1974 díj Amarcord (legjobb rendező és legjobb forgatókönyv, utóbbit megkapta még: Tonino Guerra)
- 1980 díj A nők városa (legjobb rendező)
- 1984 díj És a hajó megy (legjobb rendező) (megosztva Pupi Avatival)

### Cannes-i filmfesztivál
- 1957 jelölés Cabiria éjszakái (Arany Pálma)
- 1957 díj Cabiria éjszakái (OCIC-díj)
- 1960 díj Az édes élet (Arany Pálma)
- 1972 díj Fellini-Róma (technikai nagydíj)
- 1987 díj Interjú (a Nemzetközi Filmfesztivál 45. évfordulós díja)

### Moszkvai filmfesztivál
- 1963 díj 8 és ½
- 1987 díj Interjú

### Velencei filmfesztivál
- 1953 A bikaborjak (Arany Oroszlán díj-jelölés, Ezüst Oroszlán-díj)
- 1954 Országúton (Arany Oroszlán-jelölés, Ezüst Oroszlán-díj)
- 1955 jelölés Szélhámosok (Arany Oroszlán)
- 1985 Életműdíj

## Szakirodalom
- Sonia Schoonejans: Fellini (prefazione di Alberto Moravia) (Róma, 1980)
- Costanzo Costantini: Conversations avec Federico Fellini (Párizs, 1995)
- Tullio Kezich: Su la Dolce Vita con Federico Fellini (Marsilio, Velence, 1996)
- Federico Fellini: 8 és 1/2 – forgatókönyv (in: Nagyvilág 1964/március pp. 352–413.)
- Nemeskürty István: A filmművészet nagykorúsága (Budapest, 1966, Gondolat Könyvkiadó)
- Nemeskürty István (szerk.): Az édes élet – forgatókönyvek 1921–1969 I-II. kötet (Budapest, 1970, Gondolat Könyvkiadó)
- Nemeskürty István: Fellini – Szemtől szemben (Budapest, 1974, Gondolat Könyvkiadó)
- Muhi Klára – Perlaki Tamás: Federico Fellini (Filmbarátok Kiskönyvtára – Kortársaink a filmművészetben; Budapest, 1983, Népművelési Propaganda Iroda – Magyar Filmtudományi Intézet és Filmarchívum)
- Federico Fellini: És a hajó megy... – filmnovella (in: Nagyvilág 1984/április pp. 467–481.)
- Federico Fellini: Ginger és Fred – filmnovella (in: Nagyvilág 1986/december pp. 1789–1797.)
- Federico Fellini: Egy rendező jegyzetei (in: Nagyvilág 1988/november pp. 1587–1599.)
- Federico Fellini: Mesterségem, a film (Budapest, 1988, Gondolat Kiadó)
- Federico Fellini: A hold hangja – filmforgatókönyv (in: Nagyvilág 199/május-június pp. 627–661. és pp. 787–818.)
- Hagymás István: Casanova napja: Fellini Casanovájának asztrálmítoszi vonatkozásai (Győr, 1993, Hazánk Könyvkiadó)
- Charlotte Chandler: Én, Fellini; ford. Ladányi Katalin (Budapest, 1998, Magvető Kiadó)
- Georges Simenon – Federico Fellini: Carissiom Simenon – Mon cher Fellini: Federico Fellini és Georges Simenon levelezéséből (Budapest, 2001, Osiris Kiadó)
- Andrej Tarkovszkij: Napló (Budapest, 2002, Osiris Kiadó)
- Hagymás István: Utazások Fellinivel a Zenekari próbára, A nők városába és a Satyricon világába – filmelemzések (2003, Muravidék Baráti Kör)
- Bernardino Zapponi: Az én Fellinim – erős és gyenge, dühös és szelíd, öreg és infantilis az ember és a rendező forgatókönyvírója elbeszélésében (Budapest, 2003, JLX Kiadó)
- Federico Fellini: Játszani, mint a gyermek (Budapest, 2003, Háttér Kiadó)
- Bradányi Iván: Dolce vita. Federico Fellini nem is olyan édes élete; Solo Music Budapest Zeneműkiadó, Bp., 2003
- Rita Cirio: Federico Fellini – a filmrendezés mestere (Budapest, 2004, Holnap Kiadó)
- Tullio Kezich: Federico avagy Fellini élete és filmjei; ford. Gál Judit (Budapest, 2006, Európa Kiadó)
- Paul Schrader: A transzcendentális stílus a filmben: Ozu/Bresson/Dreyer (Budapest, 2011, Francia Új Hullám Kiadó)